# 格爾森河

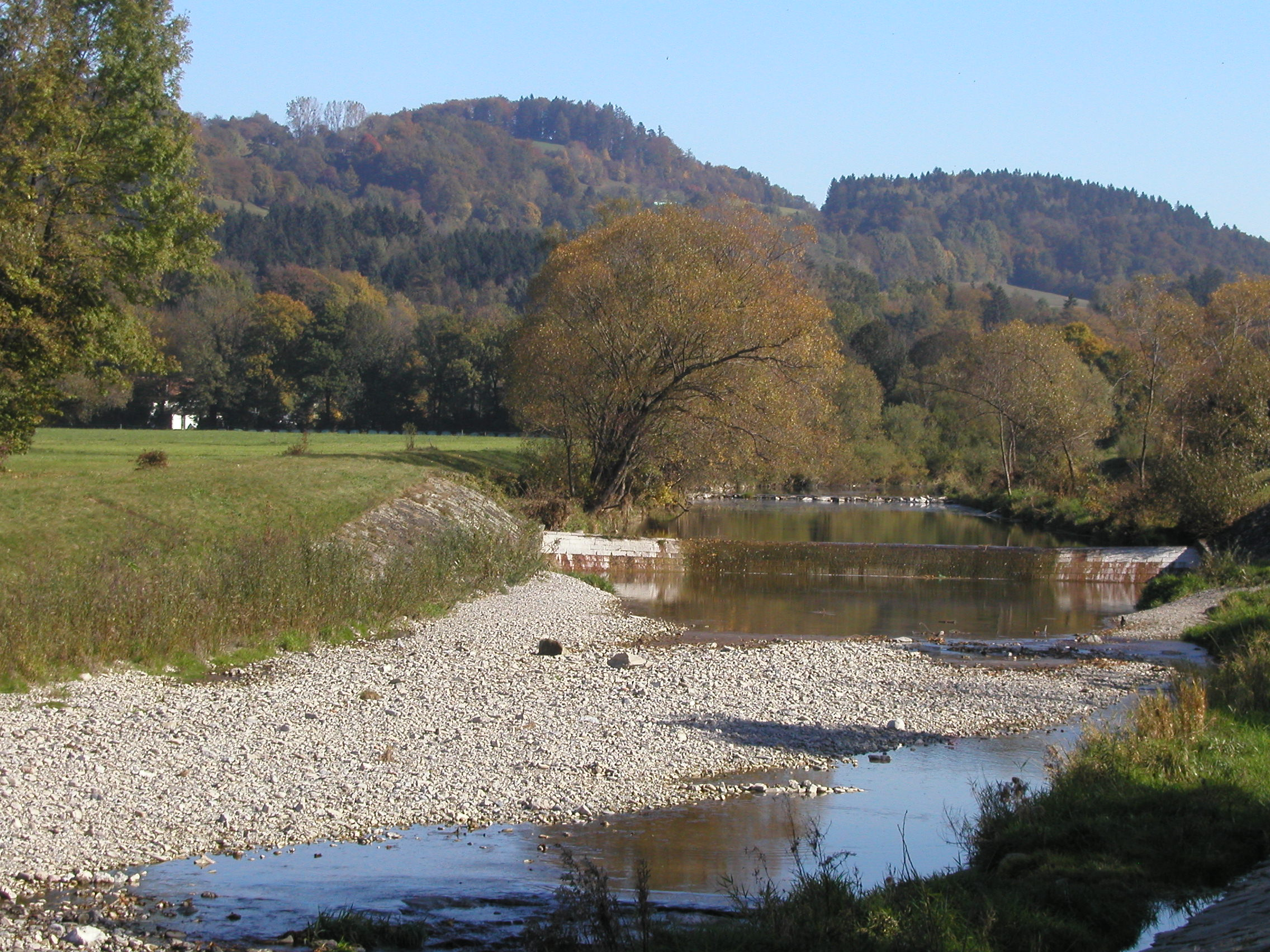

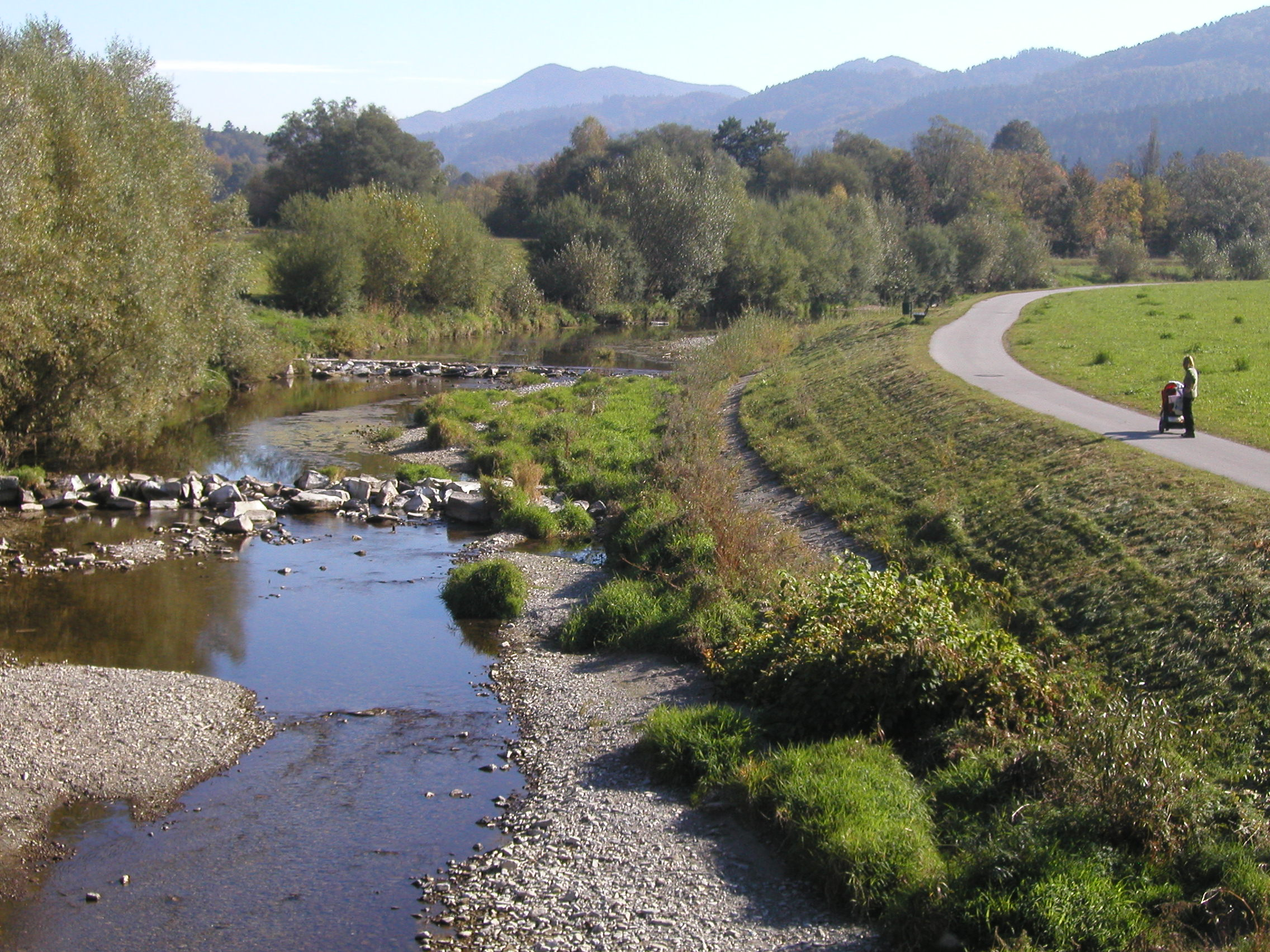

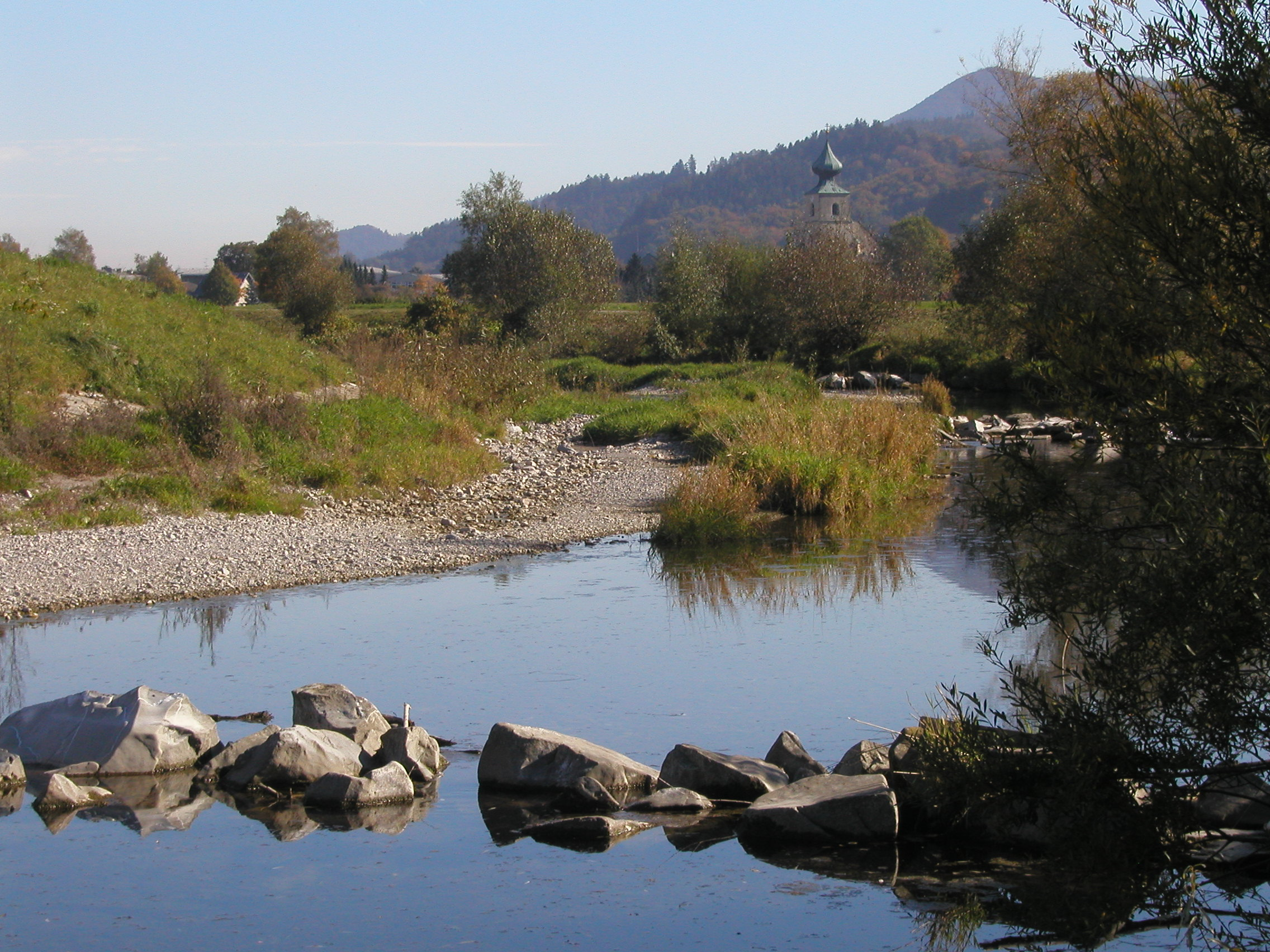

格爾森河是奧地利的河流，位於下奧地利州，河道全長15公里，發源自海恩費爾德，最終在特賴森注入特賴森河，河畔城鎮有特賴森、格爾森河畔羅巴赫和格爾森河畔聖法伊特。
48°03′N 15°36′E / 48.050°N 15.600°E